# Gillian Flynn
Gillian Schieber Flynn (Kansas City, 1971. február 24. –) amerikai író, forgatókönyvíró és producer. A Éles tárgyak (2006), a Sötét helyek (2009) és a Holtodiglan (2012) című regények írójaként ismert. Könyveit 40 nyelven adták ki, és a The Washington Post szerint 2016-ig egyedül a Holtodiglan több mint 15 millió példányban kelt el.
Showrunnerként, íróként és executive producerként is dolgozott az Amazon Prime Video Utopia (2020) című sci-fi thrillersorozatában, amely egy évadot futott.
Jelenleg negyedik regényét írja; várhatóan a Penguin Random House adja ki.

## Fiatalkora és iskolái
Flynn a Missouri állambeli Kansas Cityben született, és Kansas City Coleman Highlands negyedében nőtt fel. Mindkét szülője a Metropolitan Community College-Penn Valley professzora volt: édesanyja, Judith Ann (született Schieber) szövegértés professzor, apja, Edwin Matthew Flynn filmprofesszor volt. Van egy bátyja, Travis, aki vasúti gépész. Nagybátyja, Robert Schieber a Jackson megyei körzeti bíróság bírója. Flynn „fájdalmasan félénk” volt, és az olvasásban és az írásban talált menedéket. Amikor felnőtt, apja elvitte horrorfilmeket nézni.
Flynn a Bishop Miege High Schoolba járt, és 1989-ben érettségizett. Fiatal nőként alkalmi munkákat vállalt, amihez olyan dolgokat kellett megtennie, mint például, óriási "szmokingot viselő joghurtos tölcsérnek" öltözni.
A Kansasi Egyetemre járt, ahol angolból és újságírásból szerzett egyetemi diplomát. Két évet töltött Kaliforniában, egy humánerőforrás-szakembereknek szóló szaklapnak írt, majd Chicagóba költözött, és 1997-ben a Northwestern Egyetemen mesteri fokozatot szerzett a Medill Újságírói Iskolában. Eredetileg rendőrségi riporterként akart dolgozni, de inkább a saját írói munkásságára koncentrált, mivel rájött, hogy "nincs tehetsége" a rendőrségi tudósításhoz.

## Karrier
A Northwestern diploma megszerzése után Flynn rövid ideig szabadúszóként dolgozott az U.S. News & World Reportnál, majd 1998-ban az Entertainment Weeklynél felvették írónak. Televíziós kritikussá léptették elő, és filmekről írt, de 2008 decemberében elbocsátották.
Képességét az újságírásban eltöltött 15 évének tulajdonítja. Azt mondta: "Nem írhattam volna regényt, ha nem lettem volna előbb újságíró, mert ez megtanított arra, hogy nincs olyan múzsa, amelyik lejön és megajándékoz az íráshoz szükséges hangulattal. Egyszerűen csak meg kell tenned. Határozottan nem vagyok értékes.”
Egyes kritikusok nőgyűlölettel vádolták Flynnt a női karakterek gyakran nem túl hízelgő ábrázolása miatt a könyveiben. Feministának vallja magát. Úgy érzi, hogy a feminizmus lehetővé teszi, hogy a nők rossz szereplők legyenek az irodalomban. Azt mondja: "Az egyetlen dolog, ami igazán frusztrál, az az elképzelés, hogy a nők eredendően jók, eredendően gondoskodóak." Azt is mondta, hogy az emberek el fogják utasítani „a trampli, vamp, kurvás típusokat – de még mindig nagy a visszhangja annak az elképzelésnek, hogy a nők csak pragmatikusan gonoszak, rosszak és önzőek lehetnek.” 2015-ben Flynn így magyarázta döntését, hogy kegyetlen női karaktereket ír: "Eléggé belefáradtam a szikár hősnőkbe, a bátor erőszak áldozataiba, a lélekbúvár divathősnőkbe, akik oly sok könyvet töltenek meg. Különösen a női gonoszok – a jó, erős női gonoszok – hiányát fájlalom".
2021-ben bejelentették, hogy Flynn az újonnan alapított független kiadó, a Zando könyvimprintjét fogja vezetni.

### Könyvei
Amikor Flynn az Entertainment Weeklynél dolgozott, szabadidejében regényeket is írt. Három regényt és egy novellát írt.
- A Sharp Objects(wd) (2006) egy missouri városban élő sorozatgyilkos és a riporter körül forog, aki Chicagóból tért vissza szülővárosába, hogy tudósítson az eseményről. A témák között szerepelnek a diszfunkcionális családok, az erőszak és az önpusztítás. A könyvet részben Dennis Lehane Mystic River című műve ihlette.[26] 2007-ben a könyvet jelölték a Mystery Writers of America(wd) Edgar-díjra a legjobb amerikai író első regényéért, a Crime Writers' Association(wd) Duncan Lawrie(wd)[27], a CWA(wd) New Blood és az Ian Fleming Steel Daggers díjra(wd), és az utóbbi két kategóriában nyert.[16] A Sharp Objects-t egy 2018-as televíziós minisorozatba adaptálták, Amy Adams főszereplésével.[28]
- A Dark Places(wd) (2009) egy nőről szól, aki azt vizsgálja, hogy bebörtönzött bátyja valóban felelős-e a családjuk meggyilkolásáért az 1980-as években, ami akkor történt, amikor ő még gyerek volt, a sátánista rituális visszaélésekkel kapcsolatos pánik idején. A Dark Places című filmet Gilles Paquet-Brenner(wd) írta és rendezte. A szereposztásban Charlize Theron,[29] Nicholas Hoult,[30] Christina Hendricks,[31] Drea de Matteo,[32] Chloë Grace Moretz és Sean Bridgers(wd) szerepelt. A film 2015. augusztus 7-én került a mozikba. Flynn egy cameo szereplést is vállalt a filmben.[33]
- A Gone Girl(wd) (2012) 2012 júniusában jelent meg, és Nick Dunne-ról, egy missouri kisvárosi kreatív író professzorról szól, akinek felesége, Amy(wd) az ötödik házassági évfordulójukon eltűnik. A Gone Girl nyolc hétig az 1. volt a New York Times keménytáblás szépirodalmi bestsellerlistáján.[34] Dave Itzkoff(wd) kulturális író azt írta, hogy a regény az Ötven árnyalat-trilógia(wd) kivételével 2012 legnagyobb irodalmi jelensége. A könyv kiadója szerint az év végére a Gone Girl több mint kétmillió példányban kelt el nyomtatott és digitális kiadásban.[34] Flynn írta a Gone Girl filmadaptáció forgatókönyvét, miután a 20th Century Fox 1,5 millió dollárért megvásárolta a film jogait.[35] A filmet David Fincher rendezte, aki Flynn-nel is együttműködött a forgatókönyv elkészítésében, a főszerepben Ben Affleck mint Nick, Rosamund Pike pedig Amy szerepében.[36] A filmet 2014. október 3-án mutatták be, mind a kritikusok elismerése, mind a kasszasiker érdekében.
- A The Grownup (2015) eredetileg novellaként jelent meg a 2014-es Rogues(wd) antológiában, amelyet George R. R. Martin és Gardner Dozois szerkesztett, „What Do You Do?” (Mit csinálsz?) címmel. A történet egy szexmunkásról szól, aki hamis médium és auraolvasó lesz, majd egy nő, akinek házassága tönkrement, és akinek mostohafia zavaróan viselkedik felbéreli, hogy megtisztítsa viktoriánus otthonát. A történet elnyerte a 2015-ös Edgar-díjat a legjobb novella kategóriában.[37]

### Képregény
Flynn gyerekkorában lelkes olvasója volt a képregényeknek. Együttműködött Dave Gibbons illusztrátorral, és írt egy képregénytörténetet Masks (Maszkok) címmel. A Dark Horse Presents című antológiasorozat része, és a Dark Horse Comics 2015 februárjában adta ki.

### Televíziós írás
Flynn ügyvezető producer és társszerző volt Marti Noxonnal együtt Sharp Objects című regényének HBO-adaptációjában, Amy Adams főszereplésével. A minisorozat 2018-ban jelent meg, és kritikai elismerést kapott.
2014 februárjában arról számoltak be, hogy Flynn fogja írni az Utopia című HBO-drámasorozat forgatókönyvét, amelyet az Utópia című brit sorozatból alakítottak át. Az HBO sorozatot David Fincher rendezte és executive producere lett volna. 2015 júliusában a projektet törölték a Fincher és az HBO közötti költségvetési viták miatt. A projekt azonban második életet kapott az Amazonnál, a streamer pedig sorozatba rendelte a projektet 2020-as kiadással. Flynn írta mind a nyolc epizódot, és a projekt showrunnerjeként szolgált. Az Utopia 2020. szeptember 25-én jelent meg az Amazon Prime Video-n. 2020 novemberében a sorozatot egy évad után törölték.

### Film
Flynn írta a forgatókönyvet a David Fincher által rendezett Gone Girl 2014-es filmadaptációjához. Ezért elnyerte a Critics' Choice Movie Award díját a legjobb adaptált forgatókönyvért, és jelölték többek között az Amerikai Írók Céhe és a BAFTA-díjra.
Ő írta és elkészítette az Éles tárgyak HBO limitált szériás adaptációját is, amiért jelölték a Primetime Emmy-re és az Amerikai Írók Céhe díjra. Flynn Steve McQueen rendezővel közösen írta az Widows (2018) című film forgatókönyvét is.
Flynn és Steve McQueen filmrendező közösen írták az ITV Widows című sorozatának filmadaptációját. A filmben Viola Davis, Michelle Rodriguez, Colin Farrell, Liam Neeson, Daniel Kaluuya és Robert Duvall láthatók, és 2018 novemberében mutatták be a kritikusok elismerésével.

## Közelgő projektek
Jelenleg negyedik regényét írja; a Penguin Random House fogja kiadni.
Flynn jelenleg a The Grownup című novellájának filmadaptációját írja, ahogyan arról a Chanel Connects podcastban 2022 júniusában beszélt.
2024 januárjában a Variety arról számolt be, hogy Flynn limitált sorozatot fejleszt az HBO számára a Dark Places című regénye alapján. Társalkotóként, íróként és műsorvezetőként is szolgál majd. Ő rendelkezik a regény jogaival. Brett Johnson és Guerrin Gardner társ-showrunnerként, társalkotóként és íróként is szolgál majd.
A következő hónapban a Deadline arról számolt be, hogy Flynn és Tim Burton Nathan H. Juran Attack of the 50 Foot Woman című klasszikus filmjének remake-jét fejleszti a Warner Bros számára.

## Magánélete
Flynn 2007-ben feleségül ment Brett Nolan ügyvédhez. A Northwestern-i posztgraduális iskola alatt ismerkedtek meg, és harmincas éveikben kezdtek kapcsolatba lépni. Két gyermekük van. Fiuk, Flynn 2010-ben, lányuk, Veronica pedig 2014-ben született. Chicagóban élnek.

## Bibliográfia

### Fikció
- Sharp Objects (2006)
- Dark Places (2009)
- Gone Girl (2012)
- Masks (képregény novella) (2014)[55]
- The Grownup (short story) (2014)

### Non-fiction
- Flynn, Gillian: Gillian Flynn: A Howl, 2017. december 6. „The outrages and allegations flash through my brain like a nasty, ludicrous slide show of twisted male power.”
- Flynn, Gillian: Gillian Flynn on Emma Thompson Reading The Turn of the Screw, 2016. május 18. „The Turn of the Screw is one of the most chilling ghost stories ever, largely because it is so deliciously elusive.”
- Flynn, Gillian: Be kind to people dressed as food ("Costume drama"), 2016. október 10. „In the late eighties, my job involved going out in public dressed as a tuxedoed dairy product. Children ran from me.”
- Flynn, Gillian: I Was Not a Nice Little Girl, 2015. július 17. „I was not a nice little girl. My favorite summertime hobby was stunning ants and feeding them to spiders. My preferred indoor diversion was a game called Mean Aunt Rosie, in which I pretended to be a witchy caregiver and my cousins tried to escape me.”
- Flynn, Gillian: Why Gillian Flynn Buys Her Purses from the Liquor Store, 2013. október 24. „Let me give you an idea of my personal aesthetic: Until last year, I had no purse. I carried a wine bag.”
- Gillian Flynn's Entertainment Weekly articles

### Magyarul megjelent
- Holtodiglan (Gone Girl) – Alexandra, Pécs, 2013 · ISBN 9789633571170 · Fordította: Csonka Ágnes
- Sötét helyek (Dark Places) – Alexandra, Pécs, 2015 · ISBN 9789633573440 · Fordította: Csonka Ágnes
- Éles tárgyak (Sharp Objects) – Alexandra, Pécs, 2016 · ISBN 9789633579749 · Fordította: Csonka Ágnes

## Filmográfia

### Forgatókönyv
- 2014 Holtodiglan
- 2015 Sötét helyek
- 2018 Éles tárgyak
- 2018 Nyughatatlan özvegyek
- 2020 Utópia
- Attack of the 50 Foot Woman
- The Grownup

## Díjai
- 2007 Crime Writers' Association –    Gold Dagger (Sharp Objects)     Shortlisted
- Crime Writers' Association – Ian Fleming Steel Dagger (Sharp Objects) Won
- Crime Writers' Association – New Blood Dagger (Sharp Objects) Won
- Mystery Writers of America – Edgar Award for Best First Novel (Sharp Objects) Shortlisted[56]
- 2009 Crime Writers' Association – Ian Fleming Steel Dagger    (Dark Places) Shortlisted
- 2010 Dark Scribe magazine – Dark Genre Novel of the Year (Dark Places) Won[57]
- 2013     Mystery Writers of America – Edgar Award for Best Novel (Gone Girl) Shortlisted
- Women's Prize for Fiction – Women's Prize for Fiction (Gone Girl) Longlisted[58]
- 2015 Mystery Writers of America – Edgar Award for Best Short Story (The Grownup) Won[59]

## Fordítás
- Ez a szócikk részben vagy egészben  a   Gillian Flynn című angol Wikipédia-szócikk fordításán alapul.  Az eredeti cikk szerkesztőit annak laptörténete sorolja fel. Ez a jelzés csupán a megfogalmazás eredetét és a szerzői jogokat jelzi, nem szolgál a cikkben szereplő információk forrásmegjelöléseként.